# Frances Perkins

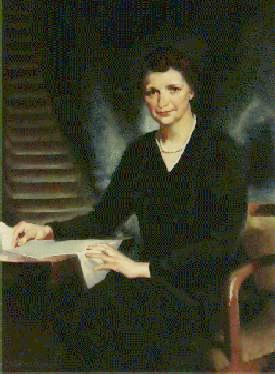
Frances Perkins

Frances Perkins (ur. 10 kwietnia 1880 w Bostonie, zm. 14 maja 1965 w Nowym Jorku) była amerykańską Sekretarz Pracy w latach 1933–1945 oraz pierwszą kobietą, której udało się wejść do amerykańskiego rządu. Pomagała prezydentowi Franklinowi Rooseveltowi wdrażać program Nowego Ładu.

## Młodość
Frances Perkins, urodzona w Bostonie, przez większą część dzieciństwa mieszkała w Worcester, gdzie jej ojciec był właścicielem sklepu papierniczego. Po ukończeniu szkoły średniej o profilu klasycznym udała się na studia do Mount Holyoke College, gdzie zaczęła zajmować się tematyką niehumanitarnych warunków zatrudnienia wśród pracowników okolicznych fabryk. Duży wpływ na rozwój jej późniejszej kariery było wysłuchanie wykładu Florence Kelley na ostatnim roku studiów o zakazie zatrudniania dzieci i ograniczeniu czasu pracy kobiet.

## Wczesna kariera
Ukończywszy studia w roku 1902 Frances Perkins została nauczycielką w szkole w Chicago, jednocześnie angażując się w działalność charytatywną na rzecz robotników oszukanych przez pracodawców. Chcąc pracować w pomocy społecznej zatrudniła się w Filadelfijskim Towarzystwie Badawczo – Opiekuńczym, które zajmowało się monitorowaniem pogłosek o niewłaściwym traktowaniu czarnych kobiet i imigrantów w mieście. Dzięki wykryciu wielu nadużyć mogła wystąpić o regulacje prawne, które miały ograniczyć te zjawiska w przyszłości. Obroniwszy doktorat w roku 1910 objęła stanowisko sekretarza wykonawczego Ligi Konsumentów Miasta Nowy Jork. W 1912 udaje jej się doprowadzić do uchwalenia 54-godzinnego tygodnia pracy w stanie Nowy Jork dla kobiet i dzieci. W latach 1912–1917 pracuje dla Komitetu Bezpieczeństwa Pracy. Następnie zostaje pierwszą w historii kobietą, która zasiada w Komisji Przemysłowej Stanu Nowy Jork.

## Sekretarz Pracy
W 1933 prezydent Franklin Delano Roosevelt powołuje ją (jako pierwszą kobietę w historii USA) na stanowisku Sekretarza Pracy. Walnie przyczynia się do projektowania programów, które wchodzą w skład Nowego Ładu. Są to m.in.:
Narodowa Ustawa o Stosunkach Pracy,
Federalny Zarząd Zapomogowy,
Obywatelski Korpus Ochrony,
Narodowa Ustawa o Odbudowie Przemysłu,
Zarząd Robót Publicznych,
Normy Podziału Pracy.
W trakcie Drugiej Wojny Światowej wielokrotnie próbowała złożyć dymisję. Sprzeciwiała się obozom pracy przymusowej oraz pobieraniu odcisku palców wśród obcokrajowców. Walnie przyczyniła się do wspólnego ponoszenia kosztów wojny przez świat biznesu. Udało jej się nakłonić przedsiębiorców do większego zatrudnienia kobiet.

## Po wojnie
Po wojnie zrezygnowała po 12 latach z funkcji Sekretarza Pracy. W latach 1945–1953 działała w Komisji Służby Państwowej. Od 1957 była profesorem Uniwersytetu Cornell. Zmarła w roku 1965 w Nowym Jorku.